# What Is Left?
What Is Left? è un film docu-drama del 2014 diretto da Gustav Hofer e Luca Ragazzi.

## Trama
Hofer e Ragazzi si interrogano su quel che rimane della grande forza politica progressista dell'Italia, il paese che nel secondo dopoguerra ha ospitato il più grande partito comunista occidentale, nell'epoca che vede l'affermazione del Movimento 5 Stelle e i tentativi di governo di Pier Luigi Bersani.